# Rajd Monte Carlo 1961
Rajd Monte Carlo 1961 (30. Rallye Automobile de Monte-Carlo) – 30 edycja rajdu samochodowego Rajd Monte Carlo rozgrywanego w Monako. Rozgrywany był od 21 do 28 stycznia 1961 roku. Była to pierwsza runda Rajdowych Mistrzostw Europy w roku 1961.

## Klasyfikacja rajdu
| Miejsce                      | Kierowca                     | Pilot                        | Samochód                     | Czas                         | Strata                       |                              |
| Klasyfikacja generalna i ERC | Klasyfikacja generalna i ERC | Klasyfikacja generalna i ERC | Klasyfikacja generalna i ERC | Klasyfikacja generalna i ERC | Klasyfikacja generalna i ERC | Klasyfikacja generalna i ERC |
| ---------------------------- | ---------------------------- | ---------------------------- | ---------------------------- | ---------------------------- | ---------------------------- | ---------------------------- |
| 1.                           | Maurice Martin               | Roger Bateau                 | Panhard PL 17 Tigre          | 45:01                        | 0.0                          |                              |
| 2.                           | Walter Löffler               | Hans-Joachim Walter          | Panhard PL 17 Tigre          | 45:20                        | +18                          |                              |
| 3.                           | Guy Jouanneaux               | Alain Coquillet              | Panhard PL 17 Tigre          | 45:53                        | +52                          |                              |
| 4.                           | Erik Carlsson                | Karl Erik Svensson           | Saab 94                      | 46:11                        | +1:09                        |                              |
| 5.                           | Klaus Block                  | Herbert Paul                 | BMW 700                      | 46:16                        | +1:15                        |                              |
| 6.                           | Esko Keinänen                | Rainer Eklund                | Škoda Octavia TS             | 46:30                        | +1:28                        |                              |
| 7.                           | Gérard Happel                | Jean Guichet                 | Renault Ondine               | 46:34                        | +1:33                        |                              |
| 8.                           | José Behra                   | Jean Bergès                  | NSU Prinz Sport              | 46:41                        | +1:39                        |                              |
| 9.                           | Jacques Feret                | Guy Monraisse                | Renault Ondine               | 47:02                        | +2:01                        |                              |
| 10.                          | Paul von Metternich          | Hans Wencher                 | BMW 700                      | 47:13                        | +2:11                        |                              |